# Guido von Valence
Guido von Valence (lat. Guido de Valentia) war der Bischof von Tripolis, dem Philippus Tripolitanus in der ersten Hälfte des 13. Jahrhunderts seine Übersetzung des Secretum secretorum widmete.
Da Valencia in der Jugendzeit Guidos unter muslimischer Herrschaft stand, kommt als Herkunftsort am wahrscheinlichsten Valence in Frage. Es ist unbekannt, welche Funktionen Guido vor seinem Bischofsamt ausübte. Steven J. Williams nennt, ausgehend von damals üblichen Karrierewegen, zwei verschiedene Personen, mit denen er identifiziert werden könnte: einen 1207 erwähnten Archidiakon von Caesarea Magister Guido, oder den 1222 bis 1226 als päpstlicher Kaplan und Notar tätigen Magister Guido. Wolfgang Antweiler zufolge, kam Guido vielleicht im Gefolge des Patriarchen Gerold, zuvor Bischof von Valence, ins Heilige Land. Pierre-Vincent Claverie gibt an, Guy sei mit seinem Bruder Brelon während des Fünften Kreuzzugs aus der Region des heutigen Département Drôme in den Orient gekommen. In dem 1237 in einer Urkunde Papst Gregors IX. als verstorben genannten Bischof G. von Tripolis vermutete Wolfgang Antweiler Guido von Valence, in der älteren Forschung ergänzte man den Namen zu Gaufrid, einem seiner Amtsvorgänger. Ein 1244 genannter Johannes de Valentia, der Schwierigkeiten hatte, sein Amt als Prior des Stifts St. Michael in Tripolis anzutreten, könnte ein Verwandter des Guido von Valence gewesen sein.